# 第1届中国电视剧飞天奖
全国优秀电视节目评选（第1届电视剧飞天奖），为中国电视剧界的首次全国性评奖活动，由中央广播事业局组织评选，采取群众、领导、专业工作者“三结合”的方式，评选范围为1980年1月1日到1981年3月31日在中央电视台面向全国播出的各类电视节目，其中电视剧类包括131集电视剧。中央电视台和各地电视台收到的评选信件达万封。评选结果在1981年4月3日至13日举行的第三次全国电视节目工作会议上揭晓，设立的电视剧奖项包括“优秀电视剧”“ 优秀儿童电视剧” ，共28个剧目获奖。

## 获奖名单

### 优秀电视剧
- 一等奖：《凡人小事》（中央电视台）、 《女友》（河北电视台） 、《有一个青年》（中央电视台）
- 二等奖：《洞房》《唢呐情话》《乱世擒魔》《乔厂长上任记》《瓜儿甜蜜蜜》《宝贝》
- 三等奖：《家乡红叶》《结婚现场会》《鹊桥仙》《首席法官》《微笑》《何日彩云归》《神对的使命》《最后一班车》《响铃公主》《深情》《这仅仅是开始》

### 优秀儿童电视剧
- 一等奖：《好好叔叔》（上海电视台）、《故乡》（中央电视台）
- 二等奖：《铁蛋》《小淘气》《阿凡提和孩子们》
- 三等奖：《什么在闪光》《红军洞》《他们走向哪里》